# Rogiera edwardsii
Rogiera edwardsii är en måreväxtart som först beskrevs av Paul Carpenter Standley, och fick sitt nu gällande namn av Attila L. Borhidi. Rogiera edwardsii ingår i släktet Rogiera och familjen måreväxter. Inga underarter finns listade i Catalogue of Life.